# A Drop
 (juillet 2017).
Si vous disposez d'ouvrages ou d'articles de référence ou si vous connaissez des sites web de qualité traitant du thème abordé ici, merci de compléter l'article en donnant les références utiles à sa vérifiabilité et en les liant à la section « Notes et références ».
Albums de Winston McAnuff & The Bazbaz Orchestra
One Love
(1995) Paris Rockin'
(2006)
A Drop est le titre de l'album du chanteur et compositeur de roots reggae jamaicain Winston McAnuff, associé à l'organiste et auteur-compositeur-interprète franco-libanais Camille Bazbaz évoluant dans le rock-funk-punk, sorti en 2005.
McAnuff rencontre Bazbaz lors d'un concert de Derrick Harriott : l'un est spectateur et l'autre présent pour le warm-up. Cette collaboration donne naissance à l'album A Drop qui, malgré la participation de Earl "Chinna" Smith, n'est pas un album de reggae mais « un joyeux fatras de sonorités [...] blues, soul-funk, dub, rock mâtiné d'électro ».
Guitariste pour FFF, Yarol Poupaud participe également à l'album en tant que coréalisateur.

## Liste des titres
| 1.    | Rastafari is his Name | 4:22 |
| 2.    | Mother Africa         | 3:59 |
| 3.    | Devil May Roar        | 3:58 |
| 4.    | Rendez-Vous           | 4:08 |
| 5.    | Sentenced             | 3:16 |
| 6.    | Sort Me Out           | 3:33 |
| 7.    | Way Back Home         | 2:54 |
| 8.    | Some Ltd              | 4:29 |
| 9.    | Rock Steady           | 4:18 |
| 10.   | Reggae on Broadway    | 3:00 |
| 11.   | Common Sense          | 3:46 |
| 12.   | You Will Make It      | 4:21 |
| 13.   | Make Me Sweat         | 6:16 |
| 52:20 |                       |      |